# William Boyd McCleary

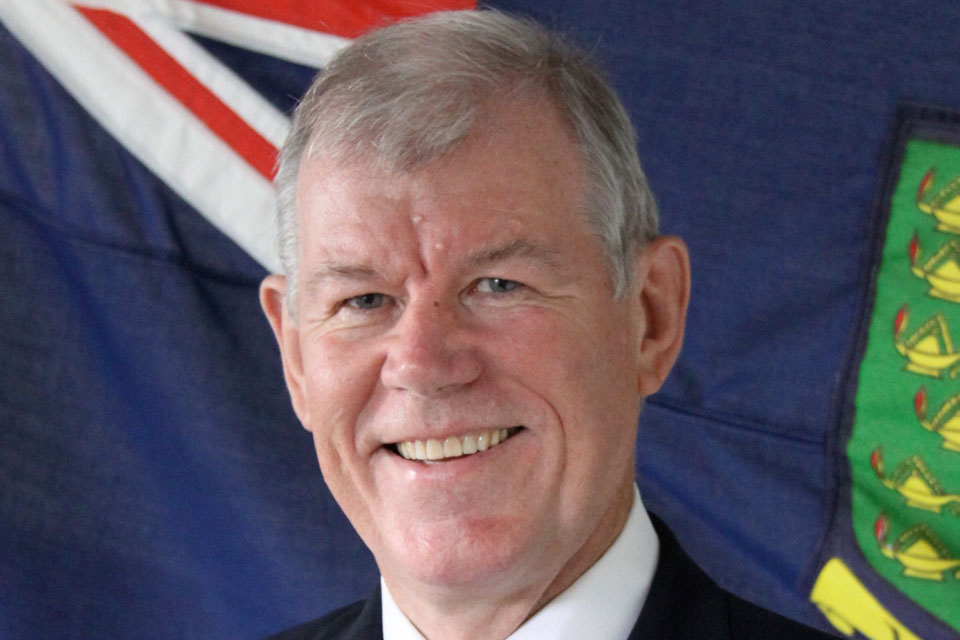
William Boyd McCleary (2013)

William Boyd McCleary CMG CVO (* 30. März 1949) ist ein britischer Diplomat und ehemaliger Gouverneur der Britischen Jungferninseln.
Boyd McCleary stammt ursprünglich aus Belfast in Nordirland und trat 1975 in Her Majesty's Diplomatic Service des Foreign, Commonwealth and Development Office ein. Er hatte in seiner Karriere Posten in Deutschland, Südkorea, der Türkei und Kanada inne. Von 2006 bis 2010 war er Hochkommissar des Vereinigten Königreiches in Malaysia.
Am 20. August 2010 traf er auf den Britischen Jungferninseln ein und wurde als Gouverneur und damit Stellvertreter des britischen Monarchen, zu dieser Zeit Elisabeth II., vereidigt. Er hatte dieses Amt bis 2014 inne.